# Aliaksandr Hrábovik
Aliaksandr Hrábovik, también transliterado como Aliaxandr Hrábovik o Alexandr Grábovik —en bielorruso, Аляксандр Грабовік; en ruso, Александр Грабовик (n. 9 de diciembre de 1988)—, es un deportista bielorruso que compite en lucha grecorromana.
Ganó dos medallas en el Campeonato Europeo de Lucha, plata en 2017 y bronce en 2016. En los Juegos Europeos de Minsk 2019 obtuvo una medalla de plata en la categoría de 97 kg.

## Palmarés internacional
| Juegos Europeos    | Juegos Europeos     | Juegos Europeos   | Juegos Europeos |
| Año                | Lugar               | Medalla           | Categoría       |
| ------------------ | ------------------- | ----------------- | --------------- |
| 2019               | Minsk (Bielorrusia) | Medalla de plata  | 97 kg           |
| Campeonato Europeo |                     |                   |                 |
| Año                | Lugar               | Medalla           | Categoría       |
| 2016               | Riga (Letonia)      | Medalla de bronce | 98 kg           |
| 2017               | Novi Sad (Serbia)   | Medalla de plata  | 98 kg           |